# USS John F. Kennedy (CVN-79)

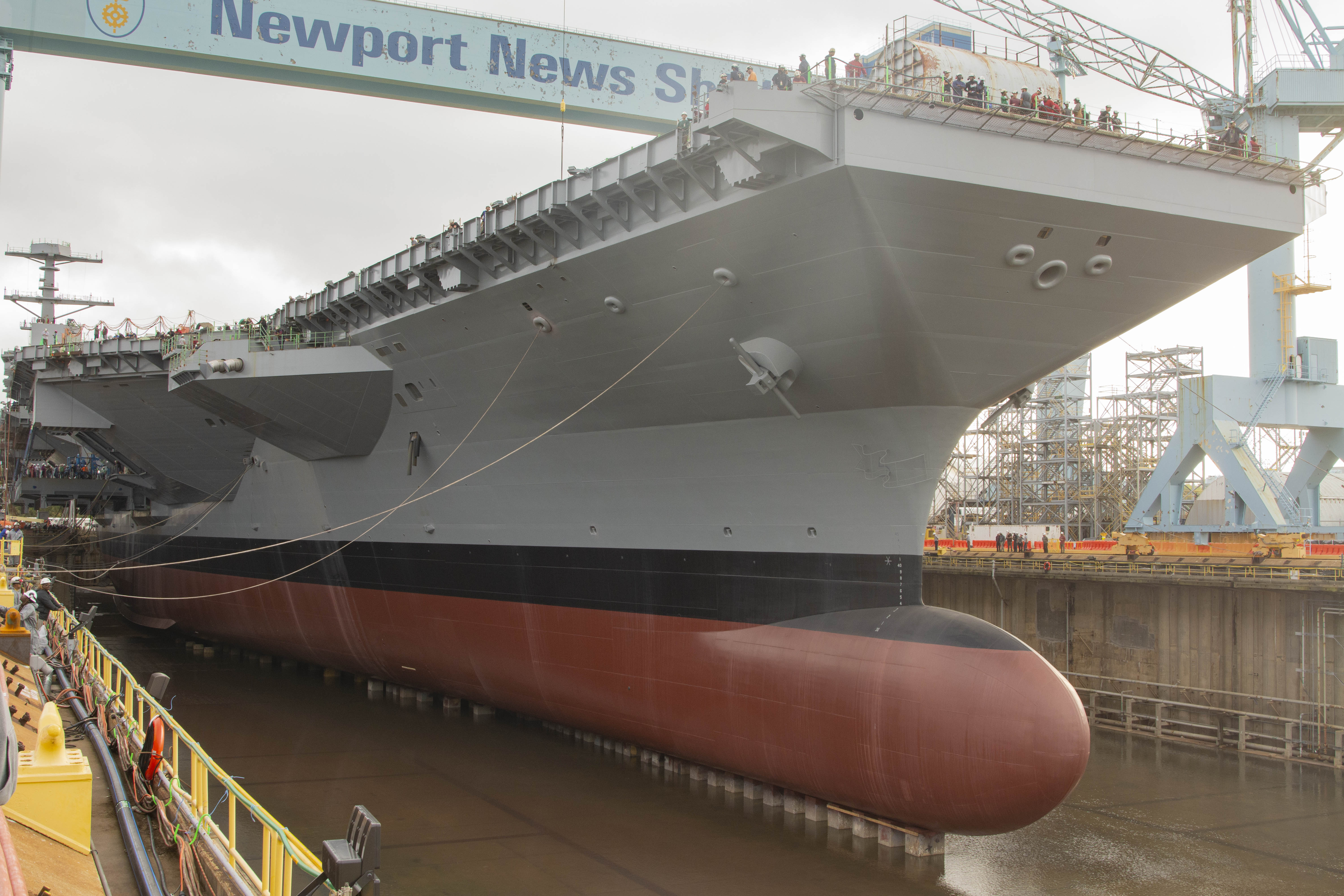
USS John F. Kennedy (CVN-79) under byggnad på Newport News Shipbuilding, 29 oktober 2019.

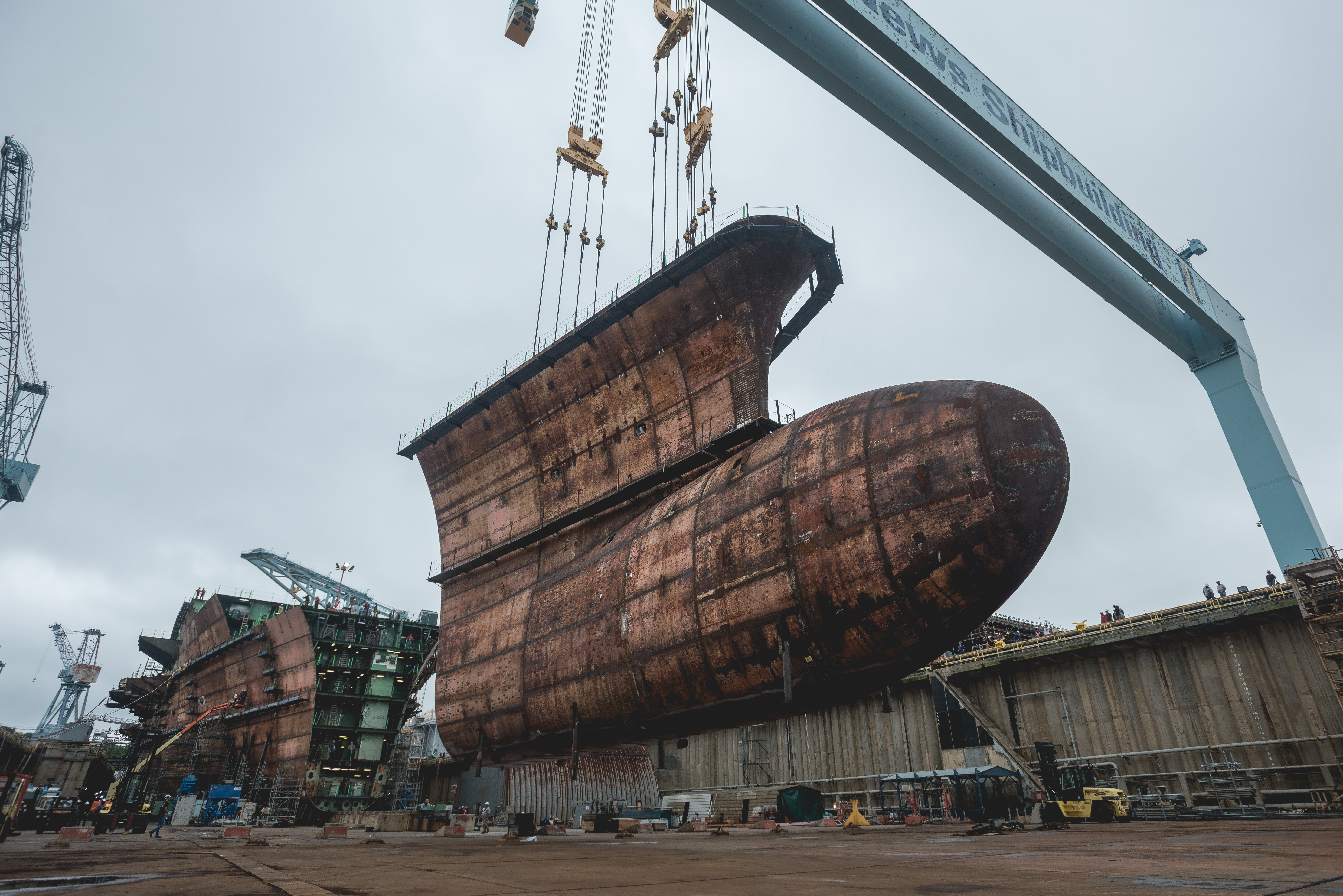
Stäven med bulben under konstruktion 28 september 2018.

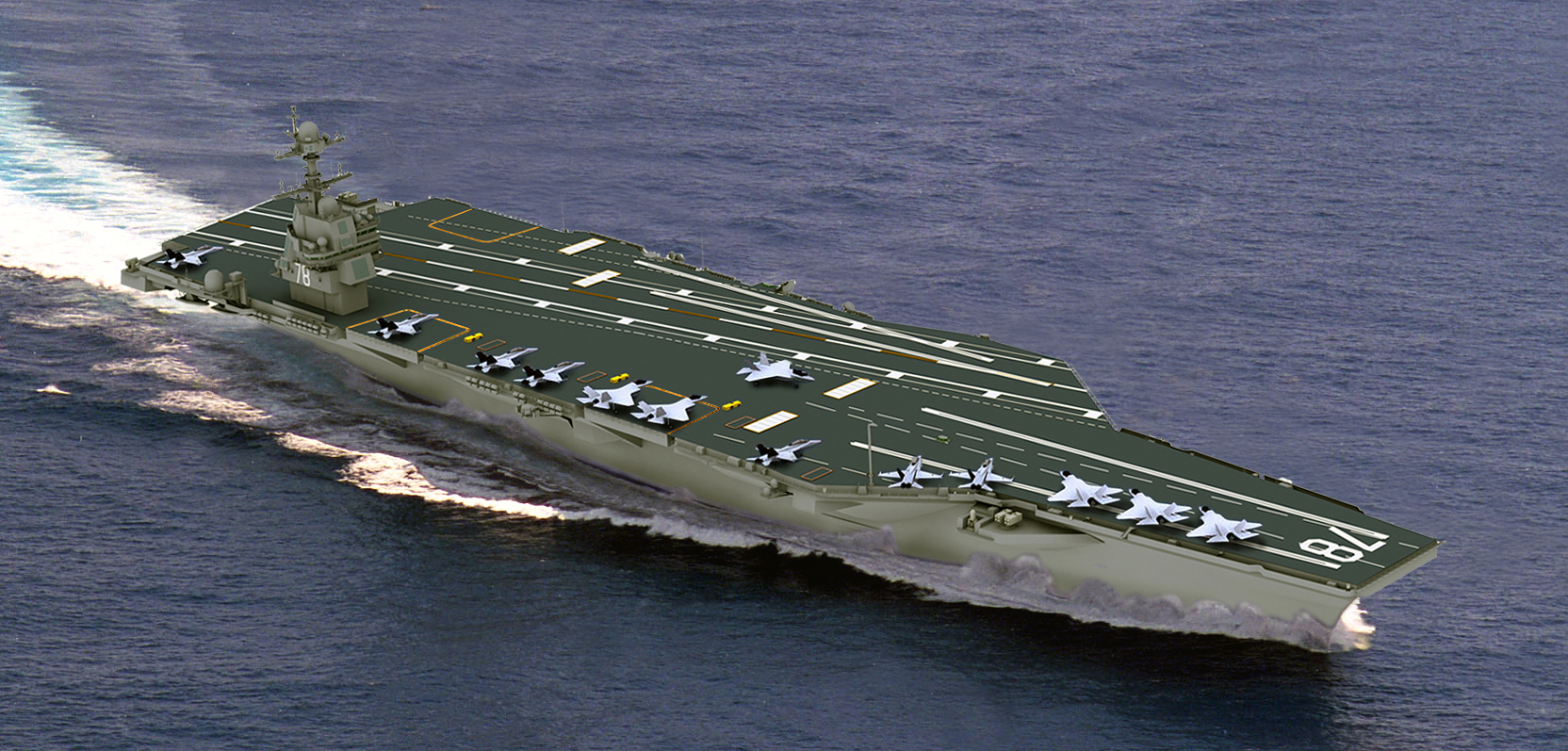
En illustration från 2005 föreställande USS John F. Kennedy (CVN-79)

 USS John F. Kennedy (CVN-79) är ett framtida hangarfartyg av Gerald R. Ford-klass i amerikanska flottan. Fartyget är under byggnad  och beräknas att lämnas över till USA:s flotta under 2025.

## Namngivning
Den 7 december 2007, den 66:e årsdagen av attacken mot Pearl Harbor, föreslog kongressledamot Harry Mitchell (D-AZ) att namnge detta fartyg USS Arizona. Under 2009 föreslog kongressledamoten John Shadegg (R-AZ) att namnge fartyget eller den efterföljande CVN-80, Barry M. Goldwater efter Barry Goldwater, senatorn från Arizona. Den 29 maj 2011 meddelade försvarsdepartementet att fartyget skulle namnges efter John F. Kennedy (1917–1963), USA:s 35:e president, som tjänstgjorde i flottan under andra världskriget. Hon kommer att bli det tredje fartyget i flottan döpt efter medlemmar ur Kennedyklanen, och det andra hangarfartyget med namnet John F. Kennedy. Det första var USS John F. Kennedy (CV-67) som tjänstgjorde 1967–2007.

## Konstruktion
Den 15 januari 2009 tilldelades Northrop Grumman ett kontrakt värt 374 miljoner dollar för ritning- och konstruktionsförberedelser för John F. Kennedy. Den 30 september 2010 tillkännagav Northrop Grumman en ny vice vd, Mike Shawcross, för konstruktionen av John F. Kennedy och att förberedelserna pågår för att påbörja byggandet.
Den 25 februari 2011 genomförde flottan en "First Cut of Steel"-ceremoni på Northrop Grumman Shipbuilding i Newport News. Denna ceremoni signalerade den formella starten på konstruktionen av John F. Kennedy.
Den 22 augusti 2015 kölsträcktes fartyget.